# Santuario della Divina Maternità
Il Santuario della Divina Maternità (Santuari de la Madònna del lacc in lingua lombarda) è un edificio religioso di Concesa, località di Trezzo sull'Adda.

## Storia
Venne costruito tra il 1635 e il 1647 su decisione di Cesare Monti. Il progetto venne affidato a Francesco Richini e Carlo Buzzi e, una volta ultimato, venne affidato ai Carmelitani, mentre gli affreschi vennero realizzati da Gian Stefano Manetta.
Soppresso durante la Repubblica Cisalpina e ceduto a privati, solo nel 1857 i padri tornarono in possesso del proprio convento, grazie alla donazione di un nobile milanese.

## Descrizione
Sito al principio del Naviglio della Martesana, è composto da un santuario in stile barocco e da un piccolo convento a pianta rettangolare costituito da sei chiostri.